# Mail Émile-Bollaert
Pour les articles homonymes, voir Émile Bollaert et Bollaert.
Le mail Émile-Bollaert est l'un des quatre mails de Paris, situé dans le 19e arrondissement.

## Situation et accès
Ce mail qui a une superficie de 13 000 m2, s'étend de l'avenue de la Porte-d'Aubervilliers à l'ouest jusqu'à l'extrémité nord-est du square Claude-Bernard.
Le long de son parcours d'ouest en est, il est relié au côté nord du boulevard Macdonald par les rues Jacques-Duchesne et Lounès-Matoub.
Vers l'est, il se prolonge par un cheminement dans la Forêt linéaire sud jusqu'au canal Saint-Denis.
Ce site est desservi par la ligne 7 à la station de métro Porte de la Villette et par la ligne E du RER à la gare Rosa-Parks.

## Origine du nom
Il porte le nom d'Émile Bollaert (1890-1978), qui fut préfet du Rhône, résistant, déporté, successeur de Jean Moulin comme représentant du général de Gaulle auprès du Conseil national de la Résistance, haut-commissaire de France en Indochine (1947-1948), président de la Compagnie Nationale du Rhône (1949-1960).

## Historique
Créé en 1998, il s'appelait autrefois « mail Claude-Bernard », en l'honneur de Claude Bernard (1813-1878), fondateur de la médecine expérimentale.
Son changement de nom en « mail Émile-Bollaert » consacre un usage qui n'a reçu aucune confirmation officielle.
Il longe la rue Émile-Bollaert.